# Bataille de l'île d'Aix
 (juillet 2012).
Cinquième Coalition
Batailles
Campagne d'Allemagne et d'Autriche
- Sacile
- Teugen-Hausen
- Raszyn
- Abensberg
- Landshut
- Eckmühl
- Ratisbonne
- Neumarkt
- Radzymin (en)
- Caldiero
- Dalmatie
- Ebersberg
- Piave
- Malborghetto
- Linz (en)
- Essling
- Sankt Michael
- Stralsund
- Raab
- Gratz
- Wagram
- Korneuburg
- Stockerau
- Gefrees (en)
- Hollabrunn
- Schöngrabern (en)
- Znaïm
- Ölper

Batailles navales
- Martinique
- Sables-d'Olonne
- Île d'Aix
- Walcheren
- Lissa
- Pelagosa

Campagne de l'île Maurice
- Sainte-Rose
- Saint-Paul
- Île Bonaparte
- Grand Port
- Île de France
- Tamatave

Campagne d'Espagne
Rébellion du Tyrol
La bataille de l'île d'Aix, également appelée « affaire des brûlots » et plus rarement bataille de la rade des Basques (traduction de anglais : Basque Roads) est une bataille navale, entre les Britanniques et les Français, qui eut lieu les 11 et 12 avril 1809, dans le cadre de la Cinquième Coalition.

## Situation

### Géographique
Le combat se tient face à l'embouchure de la Charente entre Fouras et l'île d'Oléron, avec au Nord l'île d'Aix. Le port militaire de Rochefort se situe en amont à 13 km de l'embouchure sur la Charente.

### Militaire
En 1809, Napoléon a institué le blocus continental. Mais la flotte britannique bloque chacun des ports de l'Empire en représailles.
Les colonies des Antilles sont menacées. Il est prévu d'y envoyer une escadre pour apporter des approvisionnements et des renforts. À cet effet, des navires partent de Brest, sous le commandement de l'amiral Willaumez, pour gagner Rochefort, lieu de rassemblement du départ officiel vers les colonies. Ils doivent récupérer, au passage, des navires à Lorient, mais ceux-ci ne sont pas prêts. L'escadre n'attend pas et continue sa route pour atteindre Rochefort sans encombre.
Les navires français, ancrés devant l'embouchure de la Charente, sont surveillés par l'escadre de l'amiral Gambier, qui mouille un peu au nord-ouest de l'île d'Aix dans la rade des Basques.

## Forces en présence
Les Britanniques alignent 34 navires dont 11 vaisseaux de ligne. Le vaisseau-amiral est le HMS Caledonia, de 120 canons. Les autres sont des vaisseaux de troisième rang, de 74 canons ou de 80 canons pour trois d'entre eux. Ils alignent également 7 frégates, de 44 à 32 canons. Le HMS Mediator, 32 canons, est armé en flûte et jouera un rôle important dans le combat. La frégate HMS Imperieuse est celle de Lord Cochrane. La Royal Navy dispose ensuite de 40 autres navires de transport parmi lesquels ceux qui seront transformés en brûlots. Ils ont aussi 3 « navires-machines infernales » (sic) préparés par le colonel Congrève : une goélette, la HMS Whiting, et deux cotres affrétés, Nimrod et King Georges, sont équipés de rampes.
Les Français ont rassemblé 11 vaisseaux de ligne et 4 frégates. Le vaisseau-amiral est le puissant Océan de 118 canons. Deux 80 canons, de la classe Tonnant, le Foudroyant et la Ville de Varsovie (commandé par le capitaine de frégate Cuvillier) considéré, même par les Britanniques, comme un magnifique navire. Sept vaisseaux de 74 canons (Aquilon, Cassard, Jemmapes, Patriote, Régulus, Tonnerre et Tourville), auxquels on peut rajouter le Calcutta (en), une prise britannique, ex-Indiaman de 54 canons. Il est armé en flûte et porte de nombreux équipements pour les Antilles, comme des mortiers, des barils de poudre, de la farine, etc. Les quatre frégates sont des 44 canons : Elbe, Hortense (commandée par le capitaine Halgan), Indienne et Pallas.

## Bataille

### Prémices
L'idée d'incendier l'escadre française semble provenir de l'Amirauté britannique et n'est pas agréée par Gambier. Le Premier Lord Mulgrave propose alors à Thomas Cochrane, qui a une réputation de tête brûlée, de se charger de l'opération. En dépit des précautions prises pour ménager les susceptibilités, son arrivée n'est pas trop bien perçue sur place : en plus d'avoir été nommé par-dessus le commandant de l'escadre, il est bien connu pour ne pas trop se sentir lié par les ordres reçus.
On transforme en brûlots tous les navires possibles, des transports aux petits chasse-marées capturés. Sur les côtes des Downs, la presse annonce même la préparation de 12 brûlots supplémentaires. Pour faire bonne mesure, on sacrifiera même une frégate, le HMS Mediator, qui est transformé en bombe flottante et dont la masse doit permettre de renverser tout obstacle placé sur sa route par les Français.
Les navires français sont ancrés au sud-est de l'île d'Aix, sur trois lignes :
- la première avec les quatre frégates (Indienne, Hortense, Pallas ; la quatrième, l'Elbe, est décalée et se trouve quasiment au niveau de la troisième ligne selon le rapport britannique).
- la deuxième ligne avec six vaisseaux (dans l'ordre, Foudroyant, Ville de Varsovie, Océan, Régulus, Cassard, Calcutta),
- la troisième avec les cinq derniers vaisseaux (Tonnerre, Patriote, Jemmapes, Aquilon, Tourville)[3].

Ils sont amarrés sur deux ancres, avant et arrière, qui les conservent nez au nord-ouest, et suffisamment proches de l'île d'Aix pour être sûr que les Britanniques ne pourront se glisser entre les navires et la terre, comme à la bataille d'Aboukir.
Pour faire bonne mesure, les Britanniques ont vérifié les courants en lâchant des barils de goudron enflammé. Ceux-ci sont arrivés droit sur l'escadre au mouillage. Il est évident pour les Français que leurs ennemis préparent une attaque. Ils peuvent même observer à la longue vue la préparation de plusieurs brûlots. Ce n'est pas un secret, la presse britannique annonce même l'opération.
Pour sécuriser les mouillages, l'amiral Zacharie Allemand fait établir une estacade flottante de près de 900 toises de long. Il prévoit d'en établir deux, mais les équipements demandés ne seront jamais livrés. L'estacade sera donc constituée principalement d'espars fournis par les navires eux-mêmes, maintenue en place par des ancres qui seront enlevées aux mêmes vaisseaux. L'arsenal de Rochefort ne fournit quasiment rien. Zacharie Allemand choisit aussi d'équiper 73 chaloupes d'un canon de 36 ou d'une caronade ; la majeure partie de cette flottille est fournie par l'escadre. Elles devront patrouiller autour de l'escadre pour éviter toute mauvaise surprise. Enfin, Allemand a l'idée de faire démonter une partie de la mâture, déverguer les voiles pour offrir le moins de matériaux possible à un incendie provoqué, par exemple, par un brûlot. 
Si ces différentes mesures ne semblent pas anormales a priori, elles seront fortement critiquées par la suite. L'estacade construite à la hâte avec un matériel insuffisant, mal arrimée, est peu solide du fait de sa construction improvisée et située trop proche du mouillage de l'escadre. Les chaloupes sont armées d'un canon porté trop lourd pour elles, certaines vont chavirer. Elles ne peuvent que difficilement se déplacer et si la mer est un peu forte, elles vont embarquer de l'eau et couler. Les vaisseaux risquent alors de se trouver dépourvus, perdant ainsi un moyen efficace de se dévier des brûlots. Quant à la réduction de la mâture, c'est être sûr que les navires ne pourront que difficilement manœuvrer s'ils devaient quitter leur mouillage, et ce sans l'aide de leurs chaloupes.

### Le 11 avril
Le temps est couvert, la mer est grosse. Le vent est de Nord-Ouest, grand frais. La marée, en soirée, est montante.
Pendant la journée, des frégates britanniques sont venues mouiller juste à la limite de portée des canons d'Aix et d'Oléron. Elles sont rejointes par d'autres bâtiments. L'amiral Allemand pense aux brûlots et ordonne d'envoyer les chaloupes armées, mais celles-ci ne peuvent lutter contre le vent et la marée.

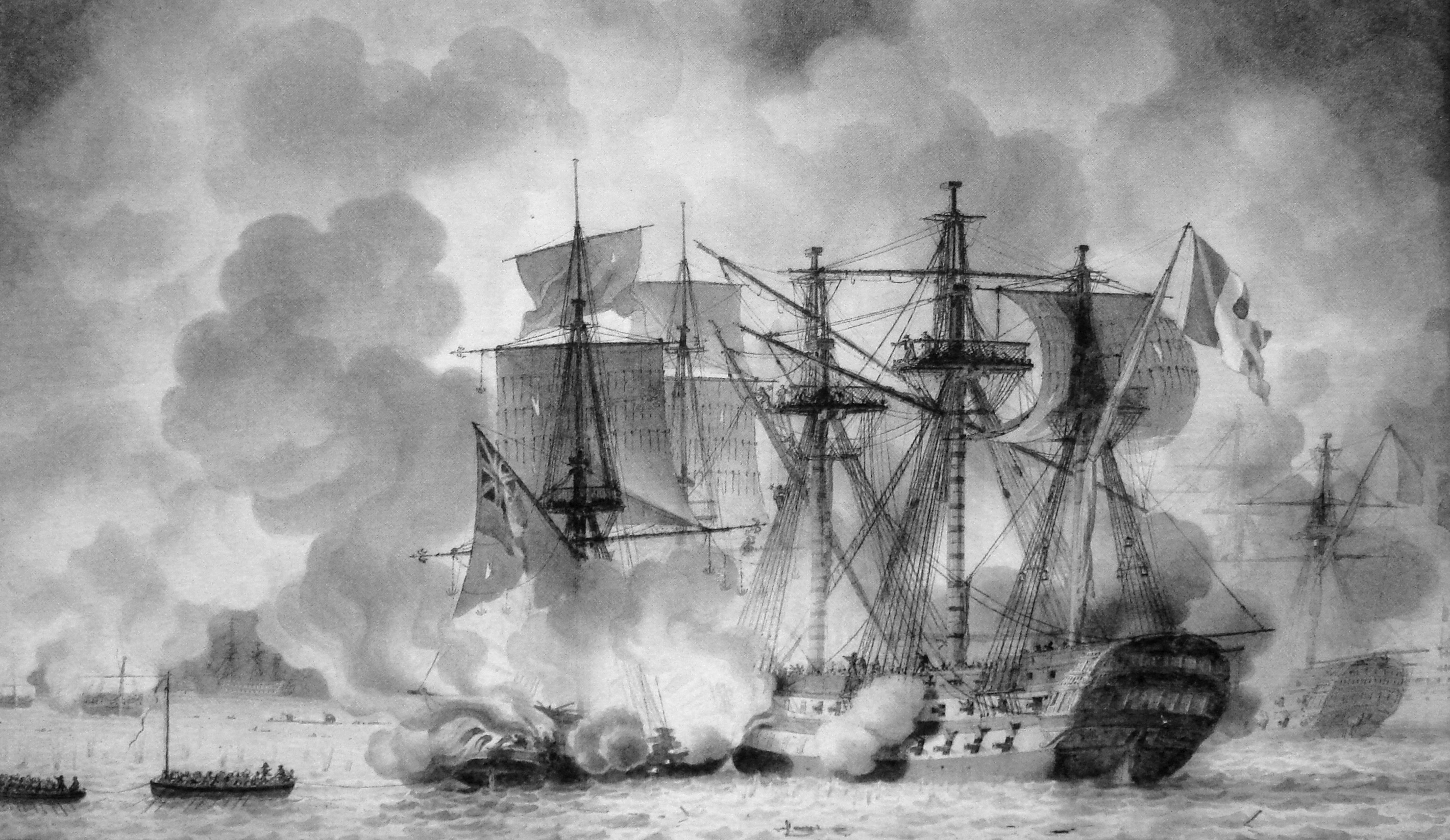
Les vaisseaux français aux prises avec les brûlots ennemis, 11 avril 1809 au soir. Peinture de Louis-Philippe Crépin.

À la nuit tombée, les Britanniques attaquent, avec l'aide d'une trentaine de brûlots. Un brûlot précoce mettra le feu à l'un des trois « navires-machines infernales » de Congrève, d'autres s'échouent ou flambent prématurément. Mais des catamarans explosent contre l'estacade. Elle résiste cependant jusqu'à l'arrivée du HMS Mediator. Il est conduit par Lord Cochrane en personne, avec un officier et quatre marins. Ils s'échappent de justesse et le brûlot explose, détruisant l'estacade que vont alors pouvoir franchir une volée d'autres brûlots. 
Une légère pagaille contrarie l'action des Français. Ils laissent l'un après l'autre filer ou coupent leurs cordages d'ancre pour éviter les brûlots ou un des autres navires. Le vent, la marée et le manque de voilure vont se conjuguer pour gêner leurs manœuvres. La plupart des navires vont s'échouer. L'amiral Allemand s'est borné à donner l'ordre : liberté de manœuvre.

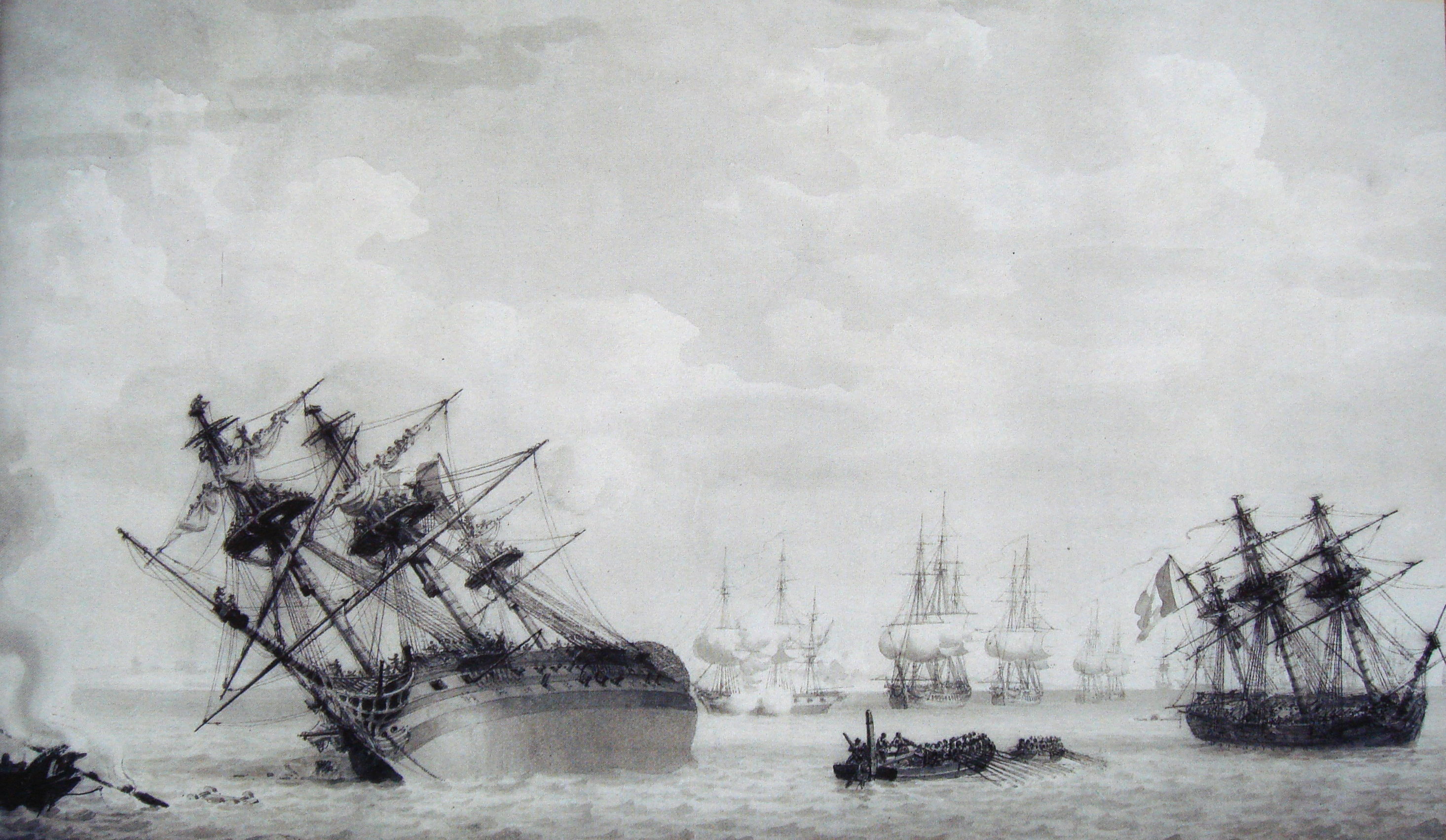
Le Régulus échoué sur le rocher des Palles de l'île Madame, le 12 avril 1809.

### Le 12 avril
Au petit jour, il ne reste que deux vaisseaux ancrés sous l'île d'Aix, le Foudroyant et le Cassard, qui ont suivi les ordres du contre-amiral Gourdon. Les autres sont éparpillés, échoués sur à peu près tous les rochers ou bancs de vase du coin. Chaque équipage essaie frénétiquement de se dégager, avec plus ou moins de succès. Ils passeront par-dessus bord une partie de leur artillerie pour essayer de s'alléger. C'est ainsi que l'on aura au fond de la baie 385 canons ou caronades.
Si Lord Cochrane brûle de relancer l'attaque et achever la destruction de l'escadre ennemie, Gambier préfère temporiser, estimant qu'elle n'est plus une menace, ce que Cochrane estime être de l'incompétence. En fin de matinée, des bâtiments légers et quelques frégates vont venir bombarder les navires sans défense. La position de ceux-ci fait qu'il ne pourront généralement répondre aux tirs que par leurs canons de retraite, c’est-à-dire deux pièces en général (bien que l’Océan puisse en aligner huit). Cela leur est d'autant plus facile qu'aucun bâtiment français ne vient aider les navires attaqués. L’Aquilon, la Ville de Varsovie, le Calcutta, le Tonnerre seront ainsi incendiés, par leur équipage ou par les Britanniques. Le 15 avril, la frégate l’Indienne finira par se briser sur le rocher d'où elle n'a pu se dégager.

## Conséquences
Cette bataille se solde par une indiscutable victoire britannique, détruisant une frégate et quatre vaisseaux de l'escadre française, sans autres pertes que les brûlots qu'ils ont utilisés et ruinant les espoirs de renforts pour les colonies menacées aux Antilles. C'est encore un nouveau désastre pour la marine impériale. À force égale, malgré la présence de forts redoutablement armés, malgré la connaissance de la côte, les vaisseaux français, pourtant en très bon état de combattre, s'avèrent impuissants face à la détermination et l'ingéniosité de l'ennemi.

« Rien, Sire, relatera l'amiral Allemand, rien ne pouvait arrêter ces masses conduites par un vent violent. Nous n'avions pas d'ennemis à combattre mais une destruction générale et incendiaire à éviter (…) La mer était en feu. »

Ce message fut envoyé à Napoléon dans les jours qui ont suivi cette cuisante défaite.

## Une défaite annoncée
À quelques encablures seulement d'un port de l'Empire, la France ne sut, à aucun moment, apporter les secours nécessaires aux bâtiments en détresse. Ils se font pilonner les jours suivants par des péniches ennemies.

### Chez les Français: un procès et un chantier abandonné
Faute de pouvoir, ou de vouloir, mettre en cause l'amiral Allemand et, également le ministre qui l'a nommé, Decrès, quatre des commandants français sont renvoyés devant la justice militaire.
Au cours du procès, le 9 septembre 1809, Jean-Baptiste Lafon, qui commandait le Calcutta, est condamné par le Conseil de guerre voulu par l'Empereur Napoléon, et passé par les armes à bord du navire amiral, l’Océan amarré sur La Charente.

#### Jugement rendu par le Conseil de guerre
Le Conseil de guerre maritime, convoqué d'après les ordres de S.M.I., s'est assemblé le 31 août dernier, à bord du vaisseau amiral L'Océan, mouillé au port de Rochefort, pour juger les capitaines de vaisseau :
- Nicolas CLEMENT de la RONCIERE, natif de Doulens, département de la Somme, âgé de 56 ans, officier de la Légion d'honneur, ci-devant commandant le vaisseau Le Tonnerre,
- Jean-Baptiste LAFON, natif de Bordeaux, département de la Gironde, âgé de 47 ans, ci-devant commandant le vaisseau Le Calcutta,
- Guillaume-Marcelin PROTEAU, natif de l'île de Groix, département du Morbihan, âgé de 35 ans, officier de la Légion d'honneur, ci-devant commandant la frégate L'Indienne, prévenus, étant en rade de l'île d'Aix, savoir, les deux premiers de la perte de leur vaisseau, dans la journée du 12 avril dernier, le troisième de la perte de la frégate L'Indienne, dans la matinée du 16 du même mois, et :
- Charles-Nicolas LACAILLE, natif de Paris, département de la Seine, âgé de 55 ans, capitaine de vaisseau, officier de la Légion d'honneur, ci-devant commandant le vaisseau Le Tourville, prévenu, étant en rade de l'île d'Aix, d'avoir abandonné ce vaisseau en présence de l'ennemi, dans la nuit du 12 au 13 avril dernier.
Le 9 septembre suivant, les débats ont été terminés, et le conseil a rendu le jugement dont la teneur suit :
- Le tribunal, après avoir délibéré à huis clos, M. le Président, après avoir recueilli les voix, suivant les dispositions de l'article 68, section 4, titre 3 du décret impérial du 22 juillet 1806, en présence de M. le général-rapporteur, procureur impérial, a déclaré à l'unanimité que la procédure était régulièrement instruite, et reconnu à la majorité de huit voix contre une que l'accusé Nicolas CLEMENT de la RONCIERE n'était pas coupable de la perte du vaisseau Le Tonnerre, qu'il commandait dans la journée du 12 avril dernier. En conséquence, le conseil le décharge de l'accusation contre lui intentée, et ordonne que son épée lui sera remise par le président.
- Relativement à l'accusé Jean-Baptiste LAFON, le conseil l'a reconnu coupable, à la majorité de cinq voix contre quatre, d'avoir lâchement abandonné le vaisseau Le Calcutta en présence de l'ennemi, et ce, dans la soirée du 12 avril dernier.
En conséquence, le conseil le condamne à la peine de mort, conformément à l'article 35, titre 2 du Code pénal des vaisseaux, du 22 août 1790, dont lecture a été donnée par M. le président, et qui est ainsi conçu :
« Tout commandant d'un bâtiment de guerre, coupable d'avoir abandonné, dans quelque circonstance critique que ce soit, le commandement de son vaisseau pour se cacher, ou d'avoir fait amener son pavillon lorsqu'il était encore en état de se défendre, sera condamné à la mort.
Sera condamné à la même peine, tout commandant coupable, après la perte de son vaisseau, de ne l'avoir pas abandonné le dernier. »
- En ce qui concerne l'accusé Guillaume-Marcelin PROTEAU, le conseil le décharge d'accusation à l'unanimité et la condamne néanmoins, à la majorité de cinq voix contre quatre, à trois mois d'arrêts simples dans sa chambre comme peine de discipline, pour avoir mis avec trop de précipitation le feu à la frégate L'Indienne qu'il commandait, sans en avoir donné avis préalablement au général, et ce par application des dispositions de la loi du 20 septembre 1791, article 2, titre 3, qui autorise à avoir recours au Code pénal militaire pour les délits non prévus par le Code pénal maritime du 22 avril 1806, ainsi que par la circulaire du ministre, du 25 mai suivant.
Le conseil ordonne que l'épée du capitaine PROTEAU lui sera remise par M. le président. 
- Relativement à l'accusé Charles-Nicolas LACAILLE, le conseil, considérant, à la majorité de six voix contre trois (et sans avoir égard aux conclusions de M. le général-rapporteur, procureur impérial), qu'il n'a pas perdu le vaisseau Le Tourville qu'il commandait ; qu'il est retourné à son bord deux heures après l'avoir quitté et de son propre mouvement; qu'il l'a défendu contre l'ennemi et ramené dans le port, le conseil le condamne, pour avoir abandonné momentanément son vaisseau, à la peine de deux années de détention dans le lieu qui sera déterminé par le gouvernement, et le condamne en outre à être rayé de la liste des officiers de la marine et dégradé de la Légion d'honneur par M. le président, suivant l'article 6 de la loi du 24 ventôse an 12.
Le conseil ordonne que le présent jugement sera imprimé au nombre de 200 exemplaires, pour être publié et affiché partout où besoin sera.
Le conseil condamne à l'unanimité les accusés PROTEAU, LAFON et LACAILLE solidairement aux frais de la procédure qui seront réglés par qui de droit, ce qu'on fera connaître, et ce, conformément aux dispositions des articles 1 et 2 de la loi du 18 germinal an 7, etc.
Ce jugement a été lu dans le délai prescrit par l'article 73, section 4, titre 3 du décret impérial du 22 juillet 1806, aux condamnés LAFON, LACAILLE, PROTEAU, ainsi qu'au capitaine CLEMENT de la RONCIERE absous.
Immédiatement après cette lecture, M. le président a fait venir devant lui le condamné LACAILLE, dans une chambre joignant celle du conseil, auquel il a dit que faisant partie des légionnaires et se trouvant condamné par le jugement dont il venait de lui être donné lecture, avoir manqué à l'honneur, et lui déclarait, au nom de la Légion d'honneur, qu'il n'était plus, dès ce moment, membre d'icelle, et ce, conformément à l'article 6 de la loi du 24 ventôse an 12.
Le 17 octobre 1816, le capitaine de vaisseau Charles Nicolas La Caille est réhabilité par décision du roi Louis XVIII.

#### Fort Boyard, victime collatérale

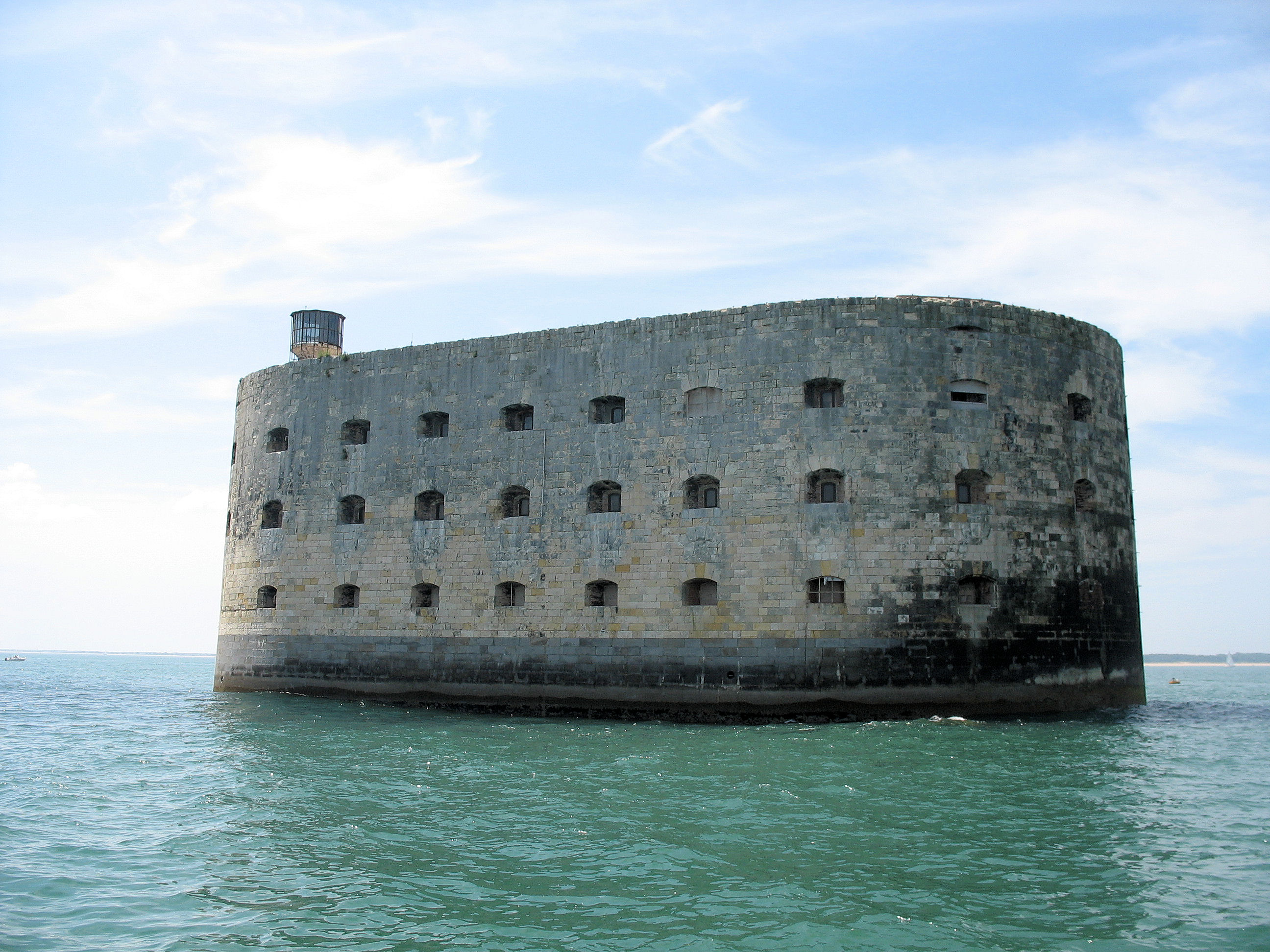
Le fort Boyard façade nord-est.

En 1801, profitant d'une courte trêve dans la guerre qui oppose la France à l'Angleterre Bonaparte, Premier consul, qui avait approuvé le projet, ordonne de reprendre activement la construction d'un fort entre ceux des îles d'Aix et d'Oléron pour protéger les flottes au mouillage de toute incursion ennemie dans la rade. Les premiers enrochement sont difficilement réalisés avec effet à partir de 1804. En juin 1809, après cette désastreuse bataille, la construction du fort, malgré les très importantes sommes dépensées et 75 000 m3 de pierres déversées, est officiellement abandonnée.

### Chez les Britanniques: une cour martiale
Thomas Cochrane est récompensé de sa victoire en étant fait Chevalier grand-croix de l'ordre du Bain, le second capitaine, après Lord Saint-Vincent, à obtenir cet honneur. Il informe immédiatement Lord Mulgrave que si un vote de remerciements est proposé pour Lord Gambier à la Chambre des communes, il votera contre. Gambier contre-attaque en demandant une cour martiale pour se dédouaner. Cochrane fit alors diverses erreurs tactiques qui permirent à Gambier d'être acquitté avec les honneurs puis d'obtenir un vote de remerciements des Communes. Inversement, la cour martiale reconnut Cochrane coupable de diffamation sur un officier supérieur.

## Analyse

### Critiques
Personnage souvent décrit comme un courtisan envers ses supérieurs et un tyran pour ses subordonnés, le rôle de l'amiral Lallemand dans l'affaire de l'île d'Aix est durement apprécié par ses pairs. Ainsi, quand il reçoit le commandement de l'escadre de Toulon, en juillet 1809, il ne trouve personne pour accepter d'être son capitaine de pavillon. Celui-ci doit être nommé par le ministre, Decrès. On reprocha notamment à l'amiral d'avoir retenu autour de son propre navire près de 30 chaloupes qui devaient servir à l'évacuer (et en particulier ses affaires personnelles ; le commandant du Régulus, le capitaine de vaisseau Lucas, dans les annotations qu'il fit sur le rapport d’Allemand rappelle perfidement que « vous y égarâtes vos diamants »…), ayant même donné l'ordre de tirer sur les chaloupes qui s'éloigneraient.

### Sources et bibliographie
: document utilisé comme source pour la rédaction de cet article.
- Jules Silvestre, Les brûlots anglais en rade de l'île d'Aix, Paris, chez Arthur Savaète éditeur, 1912, [lire en ligne]
- Julien Lafon, Histoire des brûlots de l'île d'Aix, Paris, Aymot, 1867. L'auteur est le petit-fils du commandant Lafon.
- Gérard Piouffre, La nuit des brûlots, Navires & Histoire 19 & 20, août & octobre 2003  (ISSN 1280-4290)
- Dominique Droin, Napoléon & les brûlots de l'île d'Aix, Saint-Laurent-de-la-Prée, Prée-Océan, 2003, 220 p. (ISBN 978-2-951-53633-3)
- CV Pichot, Répertoire des navires de guerre français, Paris, 1967.
- Jean Boudriot, Le vaisseau de 74 canons, tome 4, Éditions des Quatre Seigneurs, Grenoble, 2001.